# Callejones (Lares)
Callejones es un barrio ubicado en el municipio de Lares en el estado libre asociado de Puerto Rico. En el Censo de 2010 tenía una población de 4575 habitantes y una densidad poblacional de 210,46 personas por km².

## Geografía
Callejones se encuentra ubicado en las coordenadas 18°19′38″N 66°50′56″O / 18.32722, -66.84889. Según la Oficina del Censo de los Estados Unidos, Callejones tiene una superficie total de 21.74 km², de la cual 21.74 km² corresponden a tierra firme y (0%) 0 km² es agua.

## Demografía
Según el censo de 2010, había 4575 personas residiendo en Callejones. La densidad de población era de 210,46 hab./km². De los 4575 habitantes, Callejones estaba compuesto por el 91.23% blancos, el 2.82% eran afroamericanos, el 0.04% eran amerindios, el 0.04% eran asiáticos, el 0.02% eran isleños del Pacífico, el 2.62% eran de otras razas y el 3.21% pertenecían a dos o más razas. Del total de la población el 99.43% eran hispanos o latinos de cualquier raza.